# Serge IV
 (août 2014).
Si vous disposez d'ouvrages ou d'articles de référence ou si vous connaissez des sites web de qualité traitant du thème abordé ici, merci de compléter l'article en donnant les références utiles à sa vérifiabilité et en les liant à la section « Notes et références ».
Serge IV (en latin : Sergius IV), de son nom de naissance Pietro Buccaporci, né vers 965 à Rome, est le 142e pape de l'Église catholique du 31 juillet 1009 au 12 mai 1012.

## Biographie
Sûrement en raison d'une malformation au visage, il était affligé du surnom Os porci ou Osporco,, littéralement Face de Porc, ou Grouin de Cochon, ou encore Buccaporca. Il se nommait à l'origine Pierre et était évêque d'Albano depuis cinq ans lorsqu'il fut nommé pape par Jean II Crescentius, maître de Rome. Il changea son nom par respect pour Saint-Pierre. Instruit et vertueux, il se montrait charitable envers les pauvres.
Au cours de son pontificat, il fut en contact avec l'empereur Henri II, ratifia les privilèges accordés par le pape Jean XVIII à la cathédrale de Bamberg et s'efforça d'unir les puissances italiennes contre les Sarrasins établis en Sicile.
À sa mort, il fut inhumé dans la basilique Saint-Jean du Latran, située à Rome, après un pontificat qui dura deux ans et neuf mois et demi.